# Punta Pelusa
Punta Pelusa ist eine der zahlreichen Landspitzen der Kopaitic-Insel in der Gruppe der Duroch-Inseln nordwestlich der Antarktischen Halbinsel.
Chilenische Wissenschaftler benannten sie. Der weitere Benennungshintergrund ist nicht überliefert.